# Bataille de Fontenoy, 11 mai 1745
Pour les articles homonymes, voir Bataille de Fontenoy (homonymie).
La Bataille de Fontenoy, 11 mai 1745 est un tableau d'Horace Vernet, peint en 1828. Il s'agit de l'une des œuvres visibles dans la galerie des batailles, au château de Versailles, en France.

## Description
La Bataille de Fontenoy est une huile sur toile, de 5,10 m de haut sur 9,58 m de long. Elle représente une scène de la bataille de Fontenoy, en 1745.

## Localisation
L'œuvre est située dans la galerie des batailles, dans le château de Versailles. Les toiles de la galerie étant disposées par ordre chronologique, elle est placée entre celles représentant la bataille de Denain (1712) et la bataille de Lawfeld (1747).

## Historique
Horace Vernet peint la toile en 1828. Elle a été commandée pour être placée au plafond de la Salle attenant à la chapelle des Tuileries où elle reste jusqu'en 1836.
En 1833, le roi Louis-Philippe, au pouvoir depuis 3 ans, décide de convertir le château de Versailles en musée historique de la France. La galerie des batailles est inaugurée en 1837. Aujourd'hui, trente-trois toiles monumentales y sont disposées, dépeignant des épisodes militaires de l'histoire de France. La toile de Vernet y est installée.

## Artiste
Horace Vernet (1789-1863) est un peintre français connu aussi pour le tableau de la Bataille de Valmy le 20 septembre 1792. peint en 1826.